# Европейский бегемот
Европейский бегемот (Hippopotamus antiquus) — вымерший вид рода бегемотов, обитавший в Европе в плейстоцене. Его ареал в тёплые межледниковые периоды среднего плейстоцена включал территорию от Пиренейского полуострова до Британских островов и реки Рейн, в холодные климатические эпохи ограничивался южной Европой, вымер в начале последнего ледникового периода, около 120 тыс. лет назад.
Европейский бегемот в среднем был больше, чем современный африканский обыкновенный бегемот и, вероятно, больше зависел от водоёмов, чем обыкновенный бегемот. Европейские бегемоты появились в Европе около 1,0 млн лет назад, аналогичный вид в это время обитал и в Африке. В среднем и позднем плейстоцене обыкновенный бегемот (лат. Hippopótamus amphíbius) также обитал в Европе, соседствуя с европейским бегемотом. В Европе они появились примерно в тот же период, что и ранние люди. Наиболее поздние ископаемые остатки обыкновенного бегемота, найденные в южной Италии, датируются возрастом от 69 до 40 тыс. лет назад.
Критский карликовый бегемот (Hippopotamus creutzburgi), предположительно, произошёл от европейского бегемота, в результате островной карликовости.